# Willi Lippens
Willem Gerard (Willi) Lippens (Hau, 10 november 1945) is een Duits-Nederlands voormalig profvoetballer. Zijn bijnaam was "die Ente" of "de eend", wat verwees naar zijn waggelende loop op het veld.

## Loopbaan
Lippens is geboren en getogen in Duitsland, hij had een Duitse moeder en een Nederlandse vader. Op zijn negende begon hij met voetballen bij de plaatselijke voetbalclub VfB Kleve. Op zijn achttiende, in 1965, vertrok hij naar Essen waar hij eerst op proef bij ETB Schwarz-Weiß speelde maar naar tweede-divisionist Rot-Weiss Essen ging. In 1966 promoveerde de club, met Lippens, naar de Bundesliga, de hoogste Duitse divisie. Zijn prestaties in de Bundesliga vielen zodanig op dat verschillende clubs hem wilden hebben.

### Ajax
In 1970 bereikt Ajax met Lippens en zijn oude club een akkoord met voorzitter Jaap van Praag voor een overname ter waarde van 900.000 gulden. Lippens was ondertussen uitgegroeid tot publiekslieveling van Rot-Weiss Essen, en de supporters van de club protesteren hevig. Het bestuur van de club, dat geschrokken was van het protest, blies de overname af.

### Nationaal elftal

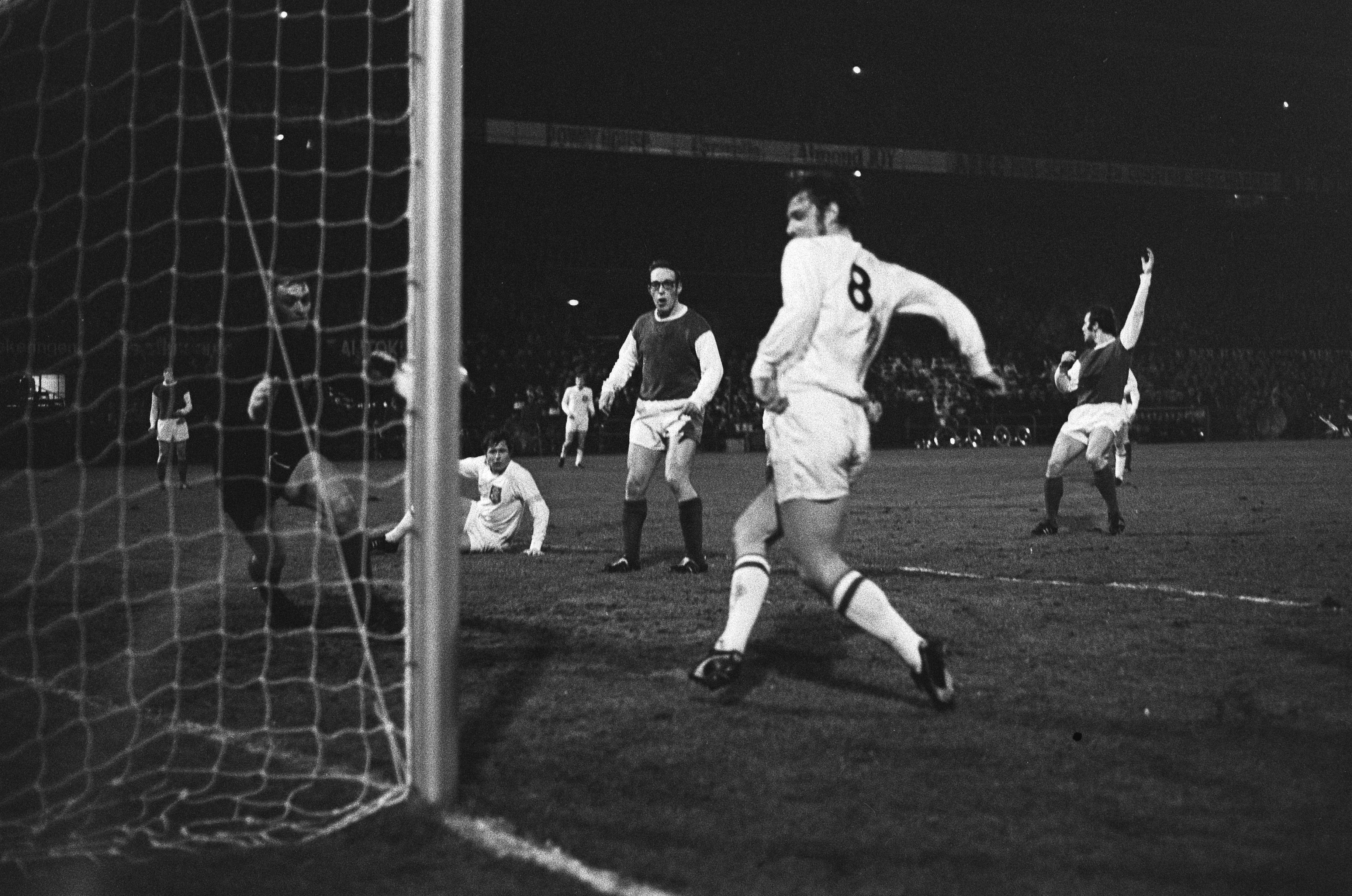
Lippens maakt eerste doelpunt tegen Luxemburg

Helmut Schön probeerde Lippens te nationaliseren voor het Duitse nationale elftal, maar de vader van Lippens, een Nederlander die in het Ruhrgebied opgroeide maar tijdens de Tweede Wereldoorlog het slachtoffer was van de Nazi-brutaliteiten, verhinderde dat. Vervolgens selecteerde toenmalige bondscoach František Fadrhonc Lippens voor het Nederlands Elftal. Lippens maakte voor Oranje zijn debuut in de basis van de EK-kwalificatiewedstrijd tegen Luxemburg, op 24 februari 1971. Hij scoort eenmaal in de wedstrijd die met 6-0 werd gewonnen. Desondanks was zijn debuut niet geslaagd te noemen: de overige Nederlandse spelers spelen hem bijna niet aan. Tekenend voor de slechte relatie van Lippens met de rest van het team was de situatie op weg naar de wedstrijd in Rotterdam, waarbij in de spelersbus toevallig door radio WDR Köln Duitse schlagermuziek werd gedraaid. Lippens' teamgenoot Rinus Israël reageerde hierop met "Kan die rot nazi-zender niet uit!". Nadat Lippens hierop riposteerde, verweet Israël hem "ook een halve Nazi te zijn!". Lippens was weliswaar erg verbouwereerd door deze belediging maar besloot er uiteindelijk toch, jong en ambitieus als hij was, geen halszaak van te maken. Ook Willem van Hanegem deed een duit in het zakje door hem constant Donald Duck te noemen. In Duitsland werd hij door zijn typische loopje Die Ente (eend) genoemd.

### 1976-1981
In 1976 vertrok Lippens alsnog bij Essen. Hij werd overgenomen door Borussia Dortmund waar hij bleef tot 1979. Daarna vertrok Lippens voor één seizoen naar Dallas Tornado in de Verenigde Staten. In 1980 keerde hij terug naar Rot-Weiss Essen waar hij nog één seizoen speelde.

## Records en bijzonderheden
Lippens speelde 242 wedstrijden in de Bundesliga en scoorde er 92 doelpunten, dat maakt hem de  succesvolste speler tot nu toe voor Rot-Weiss Essen, qua wedstrijden. Ook is hij met dat aantal de Nederlander die de meeste wedstrijden in de Bundesliga heeft gespeeld. Arjen Robben maakte als enige Nederlander meer doelpunten in de Bundesliga dan Lippens. Lippens heeft een Nederlands paspoort, maar voelt zich thuis in Duitsland. 'Dit is mijn land', zei hij in Andere Tijden Sport. 
Daarnaast staat Lippens in Duitsland ook bekend vanwege een incident met een scheidsrechter die hem vooraf toesprak met "Herr Lippens, ich verwarne Ihnen" (met een verkeerde toepassing van de Duitse naamvallen). Lippens antwoordde met het evenzo foutief Duitse "Herr Schiedsrichter, ich danke Sie". De scheidsrechter stuurde Lippens daarop direct met een rode kaart van het veld af.

## Statistieken

### Voor Rot-Weiss Essen
- 107 doelpunten in 155 regionale divisiewedstrijden (1965-1966, 1967-1969, 1971-1973)
- 79 doelpunten in 172 Bundesligawedstrijden (1966-1967, 1969-1971, 1973-1976)
- 23 doelpunten in 67 2. Bundesliga Nord-wedstrijden (1979-1981)

### Voor Borussia Dortmund
- 13 doelpunten in 70 Bundesligawedstrijden (1976-1979)

## Trivia
- Willi Lippens is een van de negen voetballers die (sinds het bestaan van de Eredivisie) nooit in de Eredivisie uitkwamen, maar wél in het Nederlands elftal. De anderen zijn Jimmy Hasselbaink, Rob Reekers, Jordi Cruijff, Wim Hofkens, Nathan Aké, Timothy Fosu-Mensah, Mark Flekken en Jeremie Frimpong.
- In 2008 kwam er een boek over Lippens uit, geschreven in het Duits door Dietmar Schott: "Ich danke Sie! - Der Fußballer Willi "Ente" Lippens".[7]